# Duncan Town
Duncan Town est une ville des Bahamas.